# ألفونسو أرمادا
ألفونسو أرمادا رودريجيث (بالإسبانية: Alfonso Armada)‏ كاتب وصحفي إسباني، وُلد في فيغو بمقاطعة بونتيفيدرا التابعة غاليسيا في 1958. يُفضل أن يُوصف بالبرتغالي، كان مراسلًا لصحيفة أبسي في نيويورك لمدة ست سنوات.

## أعماله
- دفاتر أفريقية[3] (1999).
- إسبانيا من الشمس إلى الشمس (2001)،[4] من تصوير كورينا أرانث.
- إشاعة الحدود (2006)[5]، من تصوير كورينا أرانث. وتتناول رحلة طويلة عبر الحدود بين الولايات المتحدة والمكسيك.